# Gil Martins Felippe
Gil Martins Felippe (25 de mayo de 1934 - †19 de agosto de 2014) fue un científico (fisiólogo vegetal) y escritor brasileño. Se lo conoce como Gil Felippe en sus más recientes libros.

## Biografía
Era hijo de Bernardina Martins Felippe (15 de julio de 1909 – 22 de enero de 1995) una maestra y de Virgilio Felippe (22 de mayo de 1904 – 14 de julio de 1996), un contador y funcionario de la antigua Cía. Paulista de FF.CC. Vivió en São Paulo, SP.
En 1967, obtuvo un PhD por la Universidad de Edimburgo, Escocia, donde realizó un estudio posdoctoral en fisiología vegetal. Su tesis doctoral se llevó a cabo bajo la supervisión del profesor John E. Dale. Era bachiller de historia natural por la Universidad de São Paulo, en São Paulo. Sus estudios primarios y medios se realizaron en el Instituto de Educación Dr. Alvaro Guião, en São Carlos. También se recibió de maestro de niños de la misma institución.
Comenzó su carrera académica, como biólogo, en el Instituto de Botánica de São Paulo. Más tarde fue conferenciante invitado en el Departamento de Botánica de la Universidad de São Paulo (USP), un investigador posdoctoral en el Departamento de Botánica de la Universidad de Edimburgo y profesor titular del Departamento de Fisiología Vegetal de la Universidad Estatal de Campinas (UNICAMP). Su última posición fue académica como profesor invitado en el Instituto de Botánica de São Paulo.
Era profesor retirado de la UNICAMP. En el Departamento de Fisiología Vegetal de la UNICAMP fue uno de los profesores de la disciplina del Desarrollo Vegetal del Curso de Graduación. Supervisó estudiantes que comenzaban investigaciones, así como estudiantes de maestría y de tesis doctorales. Siempre fue muy activo en sus propios trabajos de investigación, a laboratorio y a campo, principalmente en las regiones del Cerrado. También fue activo en las reuniones internacionales y brasileñas. Se retiró de la Universidad Estatal de Campinas en 1991. Publicó 168 artículos científicos y fue supervisor de 17 tesis de maestría y de 12 tesis doctorales. Y también fue escritor.

## Obra

### Libros científicos (en portugués)
- O saber do sabor – as plantas nossas de cada dia / Understanding taste – our everyday plants (watercolours by Maria Cecília Tomasi). Editora Salamandra, Lisboa e Capacitas, São Paulo, 192 p. 1998.

- Entre o jardim e a horta – as flores que vão para a mesa / Between the garden and the kitchen-garden – edible flowers (acuarelas de Maria Cecília Tomasi) Editora SENAC, São Paulo, 286 p. 2003.

- No Rastro de Afrodite: plantas afrodisíacas e culinária / On the steps of Aphrodite – aphrodisiac plants and cookery (acuarelas de Maria Cecília Tomasi) Ateliê Editorial e Editora SENAC, São Paulo, 310 p. 2004.

- Frutas – sabor à primeira dentada / Dessert-fruits – taste at the first bite (acuarelas de Maria Cecília Tomasi). Editora SENAC, São Paulo, 302 p. 2005.

- O saber do sabor – as plantas nossas de cada dia / Understanding taste – our everyday plants (acuarelas de Maria Cecília Tomasi). 2ª ed. Editora Setembro, Holambra, 157 p. 2006

- Grãos e sementes – a vida encapsulada / Grains and seeds – encapsulated life (acuarelas de Maria Cecília Tomasi). Editora SENAC, São Paulo, 430 p. 2007.

- Do Éden ao Éden – jardins botânicos e a aventura das plantas (con Lilian Penteado Zaidan). Editora SENAC, São Paulo, 318 p. 2008.

- Árvores frutíferas exóticas. Editora Sarandi, São Paulo, 64 p. 2008.

- Amaro Macedo – o solitário do cerrado / Amaro Macedo – the loner of the cerrado (con Maria do Carmo Duarte Macedo). Ateliê Editorial, Cotia, 224 p. 2009.

- Venenosas - plantas que matam também curam / Poisonous plants - plants that kill also heal (illustrations Maria Cecília Tomasi). Editora SENAC, São Paulo, 352 p. 2009.

- Árvores frutíferas brasileiras / Braziian fruit-trees. Editora Sarandi, São Paulo, 64 p. 2009.

- Amendoim - história, botânica e culinária / Peanuts - history, botany and culinary. Editora SENAC, São Paulo, 232 p. 2011.

- O rio na parede / The river on the wall. Ateliê Editorial, São Paulo, 85 p. 2012.

- Gaia: o lado oculto das plantas - Tubérculos,rizomas, raízes e bulbos / Gaia: the ocult side of plants - tubers, rhizomes, roots and bulbs. Edições Tapioca, São Paulo, 118 p. 2012.

- Cães, gatos e plantas - o veneno ao alcance das patas / Dogs, cats and plants - the poison within reach of paws. Editora Setembro, Holambra, 160 p. 2012.

### Textos técnicos
- Fitocromo e crescimento vegetal ("Fitocromo y crecimiento vegetal" de R.E. Kendrick & B. Frankland). EPU & EDUSP, São Paulo, 76 p. 1981.

- Anatomia do vegetal em desenvolvimento ("Developmental plant anatomy" de A.R. Gemmell). EPU & EDUSP, São Paulo, 73 p. 1981.

- Luz e vida vegetal ("Light and plant life" de J.M. Whatley & F.R. Whatley). EPU & EDUSP, São Paulo, 101 p. 1981.

- Fisiologia do desenvolvimento vegetal (con I.F.M. Válio, M.F.A. Pereira, R.R. Sharif & S.R.V. Santos) Editora Campus, Río de Janeiro, 66 p. 1983.

- Fisiologia do desenvolvimento vegetal (con I.F.M. Válio, M.F.A. Pereira, R.R. Sharif & S.R.V. Santos). Editora da UNICAMP, Campinas, 64 p. 2ª ed. 1985.

### Tesis PhD
- Effects of a quaternary ammonium compound and gibberellic acid on the growth of Phaseolus. Tesis Ph.D. Universidad de Edimburgo. 128 p. 1967.

## Honores[1]

### Premios
- 2004: El libro No rastro de Afrodite – plantas afrodisíacas e culinária (On the steps of Aphrodite – aphrodisiac plants and cookery) recibió dos Gourmand World Cookbook Awards: mejor libro de historia culinaria brasileña y mejor libro de ilustraciones de un libro culinario brasileño.

- 2007: El libro Grãos e sementes – a vida encapsulada (Grains and seeds – encapsulated life) recibió dos Gourmand World Cookbook Awards: mejor libro en Brasil de un solo sujeto en asuntos culinarios y mejor libro de ilustraciones de un libro culinario brasileño.

### Comunidad científica
Fue miembro fundador de la Asociación de Biólogos de São Paulo y luego presidente del Consejo de Ética de esa Asociación (1975-1977). También fue miembro fundador de la Sociedad Botánica de São Paulo y su primer presidente (1981-1982) y pte. por segunda vez (1989-1993). Fue pte. de la Sección de São Paulo de la Sociedad Botánica de Brasil (1980-1981). Es miembro Meritorio de la Sociedad Botánica de Brasil. Es uno de los fundadores de la Revista Brasileña de Botánica y su principal editor durante varios años (1980-1982; 1989-1993). Fue miembro de la Sociedad Brasileña para el Progreso de la Ciencia - SBPC,  Society for Experimental Biology (Sociedad para la Biología Experimental) del Reino Unido y de la Federación Europea de Sociedades de Fisiología Vegetal. Fue Investigador-Fellow del Consejo Nacional de Desarrollo Científico y Tecnológico, CNPq (1977-1999). Es miembro titular de la Academia de Ciencias de  Estado de São Paulo, desde 1977. Fue coordinador del área de Biología de la Fundación para la Aplicación de la Investigación del Estado de São Paulo - FAPESP (1982) y coordinador del Grupo de Investigación en Zoología y Botánica del Consejo Nacional de Desarrollo Científico y Tecnológico  CNPq (1982-1985).